# Гіошешть
Гіошешть, Гіошешті (рум. Ghioșești) — село у повіті Прахова в Румунії. Адміністративно підпорядковане місту Комарнік.
Село розташоване на відстані 96 км на північ від Бухареста, 46 км на північний захід від Плоєшті, 45 км на південь від Брашова.

## Населення
За даними перепису населення 2002 року у селі проживали 3466 осіб, з них 3462 особи (99,9%) румунів.
Рідною мовою назвали:
| Мова      | Кількість осіб | Відсоток |
| --------- | -------------- | -------- |
| румунська | 3461           | 99,9%    |
| угорська  | 5              | 0,1%     |